# Lukas Dauser
Lukas Dauser est un gymnaste artistique allemand né le 15 juin 1993 à Ebersberg.

## Biographie
Lukas Dauser remporte la médaille d'argent de la finale des barres parallèles aux Championnats d'Europe de gymnastique artistique 2017 à Cluj-Napoca.

## Palmarès

### Jeux olympiques
- Tokyo 2020
  -  médaille d'argent aux barres parallèles

### Championnats du monde
- Liverpool 2022
  -  médaille d'argent aux barres parallèles
- Anvers 2023
  -  médaille d'or aux barres parallèles

### Championnats d'Europe
- Bâle 2021
  -  médaille de bronze aux barres parallèles
- Cluj-Napoca 2017
  -  médaille d'argent aux barres parallèles